# دينيس روبرت
دينيس روبرت (بالفرنسية: Denis Robert)‏ هو كاتب وصحفي فرنسي، ولد في 9 مايو 1958 في Moyeuvre-Grande ‏ في فرنسا.

## وصلات خارجية
- الموقع الرسمي
- دينيس روبرت على موقع IMDb (الإنجليزية)
- دينيس روبرت على موقع ألو سيني (الفرنسية)
- دينيس روبرت على موقع قاعدة بيانات الفيلم (الإنجليزية)